# Das Spitzentuch der Königin
Das Spitzentuch der Königin ist eine Operette in drei Akten von Johann Strauss (Sohn) nach einem Libretto von Heinrich Bohrmann-Riegen und Richard Genée. Uraufführung war am 1. Oktober 1880 im Theater an der Wien.

## Aufführungsgeschichte
Die moderne szenische Wiederaufführung auf Grundlage der Wiener Neuen Johann Strauss Gesamtausgabe erlebte die Operette am 27. April 2007 an der Staatsoperette Dresden in der Inszenierung von Arila Siegert und unter der musikalischen Leitung von Ernst Theis.
Im Jänner 2025 wurde das Stück als erste szenische Produktion nach der Renovierung des Musiktheaters an der Wien unter der Regie von Christian Tausig aufgeführt.

## Handlung
Der König von Portugal ist unfähig sein Land zu regieren. Diese Arbeit besorgt der Herzog Villalobos. Der aber ist bei den Untertanen unbeliebt. Als der Dichter Cervantes den Herzog in einem Lied verspottet, wird er verhaftet. Der König aber ordnet seine Freilassung an und schickt ihn zu seiner Frau, damit er ihr etwas aus seinen Werken vorlese. Dabei verliebt sich die Königin in den Dichter und überlässt ihm ein Spitzentuch. Darauf hat sie geschrieben: „Die Königin liebt dich, doch bist du nicht König.“ Als Cervantes dies liest, glaubt er, damit wolle die Königin ihrem Gatten eine Nachricht zukommen lassen. Er sucht den König auf und empfiehlt ihm, ein Auge auf seinen Regierungschef zu haben.
Herzog Villalobos sieht, wie Cervantes das Spitzentuch aus der Tasche fällt. Er hebt es auf und gibt es dem König. Aus den von seiner Frau geschriebenen Worten zieht er den (falschen) Schluss, sie habe ein Verhältnis mit dem Dichter. Er verbietet Cervantes, länger an seinem Hof zu weilen. Die Königin verbannt er in ein Kloster.
In der Nähe des Klosters betreibt Cervantes ein Gasthaus. Als er hört, was geschehen ist, will er das Königspaar wieder zusammenführen. Verkleidet als Räuber entführt er mit seinen Kumpanen die Königin und bringt sie zu sich nach Hause. Dort macht noch am selben Tag der König Rast. In den Kleidern einer Bedienung serviert ihm seine Frau seine Leibspeise, worauf er sie erkennt. Cervantes tischt dem Monarchen eine Story auf, die ihn versöhnlich stimmen lässt. Glücklich kehrt das Königspaar an seinen Hof zurück.

## Musik
Johann Strauss’ bekannter Walzer Rosen aus dem Süden op. 388 von 1880 basiert auf Motiven der Operette Das Spitzentuch der Königin, namentlich dem Trüffel-Couplet des 1. Aktes und der Romanze Wo die wilde Rose erblüht des 2. Aktes. Auf der unten aufgeführten Aufnahme der Staatsoperette Dresden sind folgende Musiktitel zu hören:
- Introduktion: Stundenlang schon harr ich (König, Don Sancho, Cervantes, Premierminister, Chor)
- Lied zum Abgang: Don Sancho, Guten Appetit (Don Sancho)
- Romanze: Es war eine zaub’risch wundervolle Nacht (Königin)
- Romanze und Duett: Sie lacht mich aus (Donna Irene, König)
- Trüffel Couplet: Stets kommt mir wieder in den Sinn (König)
- Duett: Die Austern, wie fein (König, Premierminister)
- Finale I: Einst saß ein Jüngling (alle)
- Entr’act (Einleitung zum 2. Akt, Orchester)
- Trio: Wo die wilde Rose erblüht (Königin, Donna Irene, König)
- Szene und Couplet: Weil so äußerst wichtig diese Sitzung ist (Premierminister, Don Sancho, weitere Minister, Herrenchor)
- Szene und Couplet: Professoren und Doktoren rief von Salamanca man (Donna Irene, Cervantes, Premierminister, Chor)
- Romanze: Lichterglanz erfüllt sein Gemüt (Cervantes)
- Terzett: Sei’n sie willkommen, Exzellenz (Cervantes, Premierminister, Don Sancho)
- Couplet: An hoher Tafel speisen (Premierminister)
- Finale II: Heil unser’m Land, dem König Heil (alle)
- Entr’act (Einleitung zum 3. Akt, Orchester)
- Couplet: In der Nacht mit seiner Zither (Don Sancho)
- Lied: Siebzehn Jahre war ich eben (Königin)
- Einzugsmarsch und Stiergefechtslied: Sieg dem König… Gibt’s ein Stiergefecht (Chor, Donna Irene)
- Finale III: Eine Königin liebt dich (alle)

## Musikalische Weiterverwendung
Nach Motiven aus dieser Operette entstanden neben dem oben erwähnten Walzer "Rosen aus dem Süden" dann weitere eigenständige Werke des Komponisten, die in seinem Werkverzeichnis mit den Opus-Zahlen 391 bis 394 und 406 gekennzeichnet sind. Dabei handelt es sich um folgende Werke:
- Gavotte der Königin, Opus 391
- Spitzentuch-Quadrille, Opus 392
- Stürmisch in Lieb’ und Tanz Schnell Polka, Opus 393
- Liebchen schwing Dich, Polka Mazurka, Opus 394
- Matador-Marsch, Opus 406

## Aufnahmen
Von Das Spitzentuch der Königin gibt es eine Aufnahme mit Nadja Stefanoff, Jessica Glatte, Elke Kottmair, Ralf Simon, Markus Liske, Hary Brachmann, Gritt Gnauck, Chor & Orchester der Staatsoperette Dresden, Dirigent: Ernst Theis. Erschienen auf dem Label CPO (2008).